# Jacques de Loustal
Jacques de Loustal (Neuilly-sur-Seine, 10 april 1956) is een Franse
striptekenaar, illustrator, kunstenaar en inkleurder. Net als veel striptekenaars is hij voornamelijk bekend met zijn achternaam: Loustal.

## Carrière
Zijn eerste publicaties zijn van 1977. Sinds 1978 tekent hij voor de Franse bladen Rock & Folk en Pilote. Hij heeft volgens vele kenners een fenomenaal gevoel voor kleur en sfeer waardoor zijn strips eerder lijken op kunstillustraties dan op stripverhalen.
Loustal publiceerde zijn eerste complete verhalen in Métal Hurlant, maar werd door het grote publiek ontdekt toen zijn werk in het toonaangevende Franse stripblad A Suivre verscheen. Deze publicaties vormden de basis voor zijn eerste stripboeken. Onder invloed van scenarioschrijver Philippe Paringaux, kreeg Loustals werk een literaire toon. De structuur is eerder die van een beeldroman dan van een stripverhaal.
De laatste jaren legt Loustal steeds meer de nadruk op het maken van schilderijen. Om de twee jaar verschijnt er nog een stripverhaal bij uitgeverij Casterman.
Zijn werk is ook te zien in tijdschriften als: The New Yorker, Senso, Lire en Libération. Tevens verschijnen er regelmatig boekomslagen van zijn hand. Elke jaar is er een grote expositie van zijn laatste werk bij Galeries zoals Galerie Barbier & Mathon of Galerie Champaka Bruxelles. Daarnaast is hij nog te zien op andere internationale exposities en tentoonstellingen.
Loustals werk wordt vergeleken met Balthus, Max Beckmann, Otto Dix, Paul Gauguin, George Grosz, David Hockney, Edward Hopper, Henri Matisse en Amedeo. 

### Nederlandstalige stripuitgaven
- Besame Mucho, (scenario Paringaux), hardcover, kleur, 87 pag., Casterman, ISBN 90-303-8079-9, uitgave 1987
- Woestijnkoorts, (scenario Paringaux), hardcover, kleur, 71 pag., Casterman, ISBN 90-303-8073-X, uitgave 1985
- Wat hij van haar verwachtte, paperback, kleur, 64 pag., Oog & Blik, ISBN 978-90-5492-020-5, uitgave 2001
- Kid Congo (scenario Paringaux), hardcover, kleur, 72 pag., Oog & Blik, ISBN 978-90-73221-27-7, uitgave 1998
- Fort Bongo (scenario Paringaux), hardcover, kleur, 64 pag., Oog & Blik, ISBN 978-90-5492-092-2, uitgave 1997
- Chinese Zee (scenario Coatalem), hardcover, kleur, 64 pag., Oog & Blik, ISBN 90-5492-199-4, uitgave 2002
- Schurkenbloed (scenario Paringaux), hardcover, kleur, 68 pag., Oog & Blik, ISBN 978-90-5492-199-8, uitgave 2006
- De gebroeders Adamov (scenario Charyn), hardcover, kleur, 70 pag., Casterman, ISBN 90-303-8123-X, uitgave 1991

### Beeldromans
- Daglicht (overzichtswerk): samenstelling Yves Boniface, vertaald door Yvo de Nisse, ISBN 90-9401167-0, uitgave 1988
- Java: In de schaduw v/d Merapi, (scenario Loustal), hardcover, kleur, 64 pag., Oog & Blik, ISBN 978-90-73221-44-4, uitgave 1996
- Zenata Beach: (scenario Loustal), hardcover, kleur, 73 pag., Arboris, uitgave 1988
- De W van wraak, Casablanca en veel stof: (scenario Tito Topin), hardcover, kleur, 78 pag., Arboris, ISBN 90-343-2079-0, uitgave 1988
- Zand (jeugd-beeldroman): (scenario Paringaux),hardcover, kleur, 42 pag., Big Balloon, ISBN 90-5425-357-6, uitgave 1995